# Chionaema rhodostriata
Chionaema rhodostriata là một loài bướm đêm thuộc phân họ Arctiinae, họ Erebidae.